# Hongrie au Concours Eurovision de la chanson 2011
La Hongrie a participé au Concours Eurovision de la chanson 2011. 
Le 9 mars 2011, après une sélection interne, la chanson "What About My Dreams?" de Kati Wolf est présentée au public.

## À l'Eurovision
Le pays participera à la première demi-finale le 10 mai 2011.